# Bedford
Bedford là một thị xã thủ phủ của Bedfordshire, ở Đông nước Anh. Đây là thị xã lớn nhất và là trung tâm hành chính của Borough of Bedford. Theo ước tính của Hội đồng hạt Bedfordshire, thị xã có dân số 79.190 vào giữa năm 2005, còn thị xã lân cận Kempston có dân số 19.720, do đó vùng borough rộng lớn hơn kể cả khu vực nông thôn, có dân số là 153.000 người.
Bedford đã là một phố thị cho vùng nông nghiệp xung quanh từ giai đoạn đầu thời kỳ Trung cổ  Vua Anglo-Saxon Offa of Mercia đã được chôn cất ở thị xã này vào năm 796. Năm 886, khu vự này trở thành một thị trấn ranh giới chia Wessex và Danelaw. Thị trấn này đã là thủ phủ của Barony of Bedford. Năm 919, Edward the Elder đã xây pháo đài đầu tiên của thị trấn, toạ lạc ở phía nam của sông Ouse. Người Đan Mạch đã phá huỷ pháo đài này. William II đã chuyển barony of Bedford cho Paine de Beauchamp, người đã xây một lâu đài mới vững chãi hơn. Lâu đài Bedford đã bị đốt cháy năm 1224 và ngày nay chỉ còn lại phế tích.
Bedford đã có hiến chương borough vào năm 1166 ban hành bởi Henry II và đã được bầu đại biểu vào Hạ viện không cải cách.
Bedford vẫn là một thị xã nông nghiệp nhỏ, với gỗ là sản phẩm công nghiệp quan trọng trong thời kỳ Trung cổ  Người Huguenots đã di cư từ châu Âu đến định cư tại đây và khu vực xung quanh.